# Championnat du pays de Galles de football 2021-2022
Navigation
Cymru Premier 2020-2021 Cymru Premier 2022-2023
La saison 2021-2022 de Cymru Premier est la vingt-neuvième édition du championnat du pays de Galles de football. Le plus haut niveau du football gallois, oppose cette saison douze clubs en une série de trente-huit rencontres jouées à partir du 13 août 2021. Le championnat se déroule en deux phases. Les clubs s'affrontent d'abord en matches aller-retour sur vingt-deux journées dans une poule unique, puis en matches aller-retour sur dix journées en deux poules de six.
Lors de cette saison, le champion Connah's Quay Nomads défend son titre face à onze autres équipes.
En raison de la pandémie de Covid-19 le championnat de deuxième division n'a pas eu lieu en 2020 et 2021. Aucun club n'est donc promu. Les douze clubs participants à la saison 2020-2021 sont donc reconduits pour la saison actuelle.
Deux places qualificatives pour les compétitions européennes sont attribuées par le biais du championnat : une place en Ligue des champions, et une en Ligue Europa Conférence pour le vice-champion. Une autre place en Ligue Europa Conférence va pour le vainqueur de la coupe du pays de Galles.  Si celui-ci est parmi les deux premiers du championnat, l'accessit pour la Ligue Europa Conférence est donné au 3e. Les deux derniers du championnat sont relégués en deuxième division et sont remplacés par les deux promus de cette même division pour l'édition suivante.
Les clubs classés de la 3e à la 7e place disputent à la fin de saison des barrages pour la Scottish Challenge Cup (ces barrages sont usuellement destinés à délivrer une place en Coupe d'Europe, perdue par le pays de Galles en raison de leur mauvais classement UEFA), à laquelle participe également le champion.
The New Saints remportent leur 14e titre lors de la 25e journée.

## Clubs participants
| \| Aberystwyth Bala Town Caernarfon Town Connah's Quay Newtown TNS Cardiff MU Cefn Druids Barry Town United Pen-y-Bont Flint Town Haverfordwest County \| Localisation des clubs |
| Aberystwyth Bala Town Caernarfon Town Connah's Quay Newtown TNS Cardiff MU Cefn Druids Barry Town United Pen-y-Bont Flint Town Haverfordwest County                              |

| Club                            | Présent depuis | Classement 2020-2021 | Stade                      | Capacité | Ville         |
| ------------------------------- | -------------- | -------------------- | -------------------------- | -------- | ------------- |
| Connah's Quay Nomads            | 2012           | 1er                  | Deeside Stadium (en)       | 1 500    | Connah's Quay |
| The New Saints                  | 1993           | 2e                   | Park Hall                  | 2 034    | Oswestry      |
| Bala Town                       | 2009           | 3e                   | Maes Tegid (en)            | 3 000    | Bala          |
| Pen-y-Bont                      | 2019           | 4e                   | SDM Glass Stadium          | 1 200    | Bridgend      |
| Barry Town United               | 2017           | 5e                   | Jenner Park (en)           | 3 500    | Barry         |
| Caernarfon Town                 | 2018           | 6e                   | The Oval (en)              | 3 000    | Caernarfon    |
| Newtown AFC                     | 1992           | 7e                   | Latham Park (en)           | 5 000    | Newtown       |
| Cardiff Metropolitan University | 2016           | 8e                   | Cyncoed Campus             | 1 620    | Cardiff       |
| Haverfordwest County            | 2020           | 9e                   | Bridge Meadow Stadium (en) | 2 100    | Haverfordwest |
| Aberystwyth Town                | 1992           | 10e                  | Park Avenue (en)           | 5 000    | Aberystwyth   |
| Flint Town United               | 2020           | 11e                  | Cae-y-Castell              | 1 000    | Flint         |
| Cefn Druids                     | 2016           | 12e                  | The Rock (en)              | 3 000    | Cefn Mawr     |

Légende des couleurs
- Tenant du titre et qualifié pour le 1er tour de qualification de la Ligue des Champions 2021-2022
- Qualifié pour le 1er tour de qualification de la Ligue Europa Conférence 2021-2022
- Promu

## Compétition

### Critères de départage
Le classement est calculé avec le barème de points suivant : une victoire vaut trois points, le match nul un. La défaite ne rapporte aucun point.
1. Nombre de points ;
2. Différence de buts générale ;
3. Buts marqués ;
4. Nombre de matchs gagnés ;

### Déroulement
Le championnat comprend deux phases. Durant la première, qui dure de la 1re à la 22e journée, les douze clubs s'affrontent à deux reprises. Au terme de la 22e journée, deux poules sont créées : la première réunit les clubs classés aux six premières places et la seconde, ceux classés aux six dernières. Au sein de ces poules, les clubs s'affrontent à nouveau à deux reprises, pour un total de trente-deux matches disputés durant la saison. Les clubs qui terminent aux deux dernières places de la deuxième poule sont relégués au terme de la saison.

### Classement général
| Rang | Équipe                   | Pts   | J  | G  | N  | P  | Bp | Bc  | Diff |
| ---- | ------------------------ | ----- | -- | -- | -- | -- | -- | --- | ---- |
| 1    | The New Saints C         | 80    | 32 | 25 | 5  | 2  | 86 | 26  | +60  |
| 2    | Bala Town                | 59    | 32 | 16 | 11 | 5  | 67 | 37  | +30  |
| 3    | Newtown AFC              | 51    | 32 | 15 | 6  | 11 | 50 | 35  | +15  |
| 4    | Caernarfon Town          | 43    | 32 | 13 | 4  | 15 | 46 | 53  | -7   |
| 5    | Flint Town United        | 42    | 32 | 12 | 6  | 14 | 51 | 53  | -2   |
| 6    | Pen-y-Bont FC            | 40    | 32 | 10 | 10 | 12 | 49 | 57  | -8   |
|      |                          |       |    |    |    |    |    |     |      |
| 7    | Cardiff Met              | 42    | 32 | 10 | 12 | 10 | 35 | 38  | -3   |
| 8    | Aberystwyth Town         | 40    | 32 | 11 | 7  | 14 | 38 | 45  | -7   |
| 9    | Connah's Quay Nomads T L | 38-18 | 32 | 15 | 11 | 6  | 44 | 18  | +26  |
| 10   | Haverfordwest County     | 38    | 32 | 10 | 8  | 14 | 45 | 46  | -1   |
| 11   | Barry Town United        | 31    | 32 | 8  | 7  | 17 | 31 | 47  | -16  |
| 12   | Cefn Druids              | 9     | 32 | 2  | 3  | 27 | 22 | 109 | -87  |

Qualifications européennes
Ligue des champions 2022-2023
- 1er : premier tour de qualification

Ligue Europa Conférence 2022-2023
- 2e et 3e : premier tour de qualification

Autres qualifications
- 4e à 7e : barrages pour la Scottish Challenge Cup

Relégation
- 11e et 12e : relégation en deuxième division

Abréviations
- T : Tenant du titre
C : Vainqueur de la Welsh Cup
L : Vainqueur de la Welsh League Cup

Connah's Quay Nomads subit une pénalité de 18 points pour avoir aligné un joueur inéligible lors de six matchs.

### Résultats

#### Première partie de la saison
| Résultats (▼dom., ►ext.)                                   | ABE | BAL | BAR | CAE | CMU | CDR | CQN | FTU | HAV | NTW | PYB | TNS |
| Aberystwyth Town                                           |     | 0-1 | 2-1 | 0-1 | 0-1 | 5-0 | 0-1 | 1-2 | 2-0 | 2-4 | 0-3 | 1-0 |
| Bala Town                                                  | 2-2 |     | 3-3 | 3-0 | 0-0 | 1-1 | 0-4 | 3-1 | 6-2 | 1-0 | 2-2 | 1-4 |
| Barry Town United                                          | 1-1 | 0-0 |     | 1-2 | 0-1 | 1-0 | 1-0 | 0-1 | 3-2 | 0-3 | 0-0 | 1-2 |
| Caernarfon Town                                            | 3-3 | 3-3 | 1-2 |     | 2-0 | 3-0 | 0-1 | 2-3 | 2-0 | 0-2 | 1-2 | 0-4 |
| Cardiff Met                                                | 0-1 | 0-0 | 2-0 | 0-1 |     | 4-2 | 1-1 | 1-5 | 0-2 | 1-1 | 3-2 | 1-1 |
| Cefn Druids                                                | 0-1 | 3-5 | 1-4 | 1-3 | 1-3 |     | 0-2 | 1-1 | 0-2 | 0-5 | 0-3 | 1-4 |
| Connah's Quay Nomads                                       | 1-0 | 0-1 | 2-3 | 1-1 | 0-0 | 4-0 |     | 2-0 | 1-0 | 0-2 | 0-0 | 0-1 |
| Flint Town United                                          | 1-0 | 1-2 | 3-2 | 3-4 | 2-2 | 4-0 | 1-1 |     | 4-1 | 4-1 | 3-1 | 1-1 |
| Haverfordwest County                                       | 0-0 | 0-0 | 1-1 | 1-2 | 0-0 | 2-1 | 1-1 | 2-0 |     | 1-0 | 2-2 | 0-1 |
| Newtown AFC                                                | 1-2 | 3-3 | 2-1 | 1-0 | 0-0 | 5-0 | 0-2 | 2-0 | 1-1 |     | 3-1 | 1-4 |
| Pen-y-Bont FC                                              | 4-0 | 1-0 | 4-0 | 1-1 | 2-1 | 7-1 | 1-1 | 1-1 | 2-1 | 1-1 |     | 1-1 |
| The New Saints                                             | 3-0 | 2-1 | 3-1 | 5-3 | 5-0 | 5-1 | 3-1 | 1-0 | 6-0 | 2-0 | 3-2 |     |
| - Victoire à domicile - Match nul - Victoire à l'extérieur |     |     |     |     |     |     |     |     |     |     |     |     |

#### Deuxième partie de la saison
Le championnat est divisé en deux ensembles. Les six premiers sont regroupés dans une poule pour déterminer le champion et les six derniers sont rassemblés dans une autre poule qui détermine les deux équipes qui descendent en deuxième division.
| Résultats (▼dom., ►ext.)                                   | BAL | CAE | FTU | NTW | PYB  | TNS |
| Bala Town                                                  |     | 2-0 | 3-2 | 1-0 | 11-0 | 1-1 |
| Caernarfon Town                                            | 0-2 |     | 2-1 | 0-4 | 1-0  | 0-3 |
| Flint Town United                                          | 0-1 | 0-4 |     | 1-1 | 1-0  | 1-2 |
| Newtown AFC                                                | 0-2 | 1-0 | 2-1 |     | 1-2  | 0-2 |
| Pen-y-Bont FC                                              | 0-5 | 0-3 | 0-3 | 0-2 |      | 1-2 |
| The New Saints                                             | 2-1 | 3-1 | 7-0 | 0-1 | 3-3  |     |
| - Victoire à domicile - Match nul - Victoire à l'extérieur |     |     |     |     |      |     |

| Résultats (▼dom., ►ext.)                                   | ABE | BAR | CMU | CDR | CQN | HAV |
| Aberystwyth Town                                           |     | 2-1 | 0-2 | 6-0 | 1-1 | 0-6 |
| Barry Town United                                          | 0-1 |     | 1-0 | 1-0 | 1-1 | 0-1 |
| Cardiff Met                                                | 1-1 | 1-1 |     | 5-0 | 0-0 | 3-2 |
| Cefn Druids                                                | 3-3 | 1-0 | 2-0 |     | 0-3 | 1-6 |
| Connah's Quay Nomads                                       | 1-0 | 2-0 | 2-0 | 5-0 |     | 3-0 |
| Haverfordwest County                                       | 0-1 | 2-0 | 1-2 | 6-1 | 0-0 |     |
| - Victoire à domicile - Match nul - Victoire à l'extérieur |     |     |     |     |     |     |

### Qualification pour le Scottish Challenge Cup
Les équipes classées entre la 4e et la 7e disputent les barrages pour déterminer une place en Scottish Challenge Cup, le pays de Galles ayant perdu une place en compétition européenne.
| Demi-finale 1         | Flint Town United                             | 1 - 1             | Pen-y-Bont FC                                       | Cae-y-Castell         |                       |
| 7 mai 2022 15:30 CEST | Alex Jones 6e                                 | (1 - 0)           | 23e (pen.) Nathan Wood                              | Arbitrage : Huw Jones | Arbitrage : Huw Jones |
| 7 mai 2022 15:30 CEST | Cymru Football Soccer Way                     |                   |                                                     | Arbitrage : Huw Jones | Arbitrage : Huw Jones |
| 7 mai 2022 15:30 CEST | Ben Maher · Mark Cadwallader · Danny Harrison | Tirs au but 3 - 1 | Sam Snaith · Kane Owen · Ashley Evans · Nathan Wood | Arbitrage : Huw Jones | Arbitrage : Huw Jones |

| Demi-finale 2         | Caernarfon Town           | 1 - 0   | Cardiff Met | The Oval                   |                            |
| 7 mai 2022 18:15 CEST | Mike Hayes 45e            | (1 - 0) |             | Arbitrage : Nicholas Pratt | Arbitrage : Nicholas Pratt |
| 7 mai 2022 18:15 CEST | Cymru Football Soccer Way |         |             | Arbitrage : Nicholas Pratt | Arbitrage : Nicholas Pratt |

| Finale                 | Caernarfon Town                         | 2 - 1a. p.            | Flint Town United | The Oval               |                        |
| 14 mai 2022 15:00 CEST | Danny Gosset 99e · Laurence Bell 120+1e | (0 - 0, 0 - 0, 1 - 0) | 105e Ben Nash     | Arbitrage : Mark Petch | Arbitrage : Mark Petch |
| 14 mai 2022 15:00 CEST | Cymru Football Soccer Way               |                       |                   | Arbitrage : Mark Petch | Arbitrage : Mark Petch |

## Bilan de la saison
| Championnat du pays de Galles de football 2021-2022                        |                            |
| Champion                                                                   | The New Saints (14e titre) |
| Dauphin                                                                    | Bala Town                  |
| Coupes et trophées                                                         |                            |
| Vainqueur de la Coupe du pays de Galles 2021-2022                          | The New Saints             |
| Vainqueur de la Coupe de la Ligue du pays de Galles 2021-2022              | Connah's Quay Nomads       |
| Qualifications continentales                                               |                            |
| Ligue des champions de l'UEFA 2022-2023                                    | The New Saints             |
| Ligue Europa Conférence 2022-2023                                          | Bala Town                  |
| Ligue Europa Conférence 2022-2023                                          | Newtown AFC                |
| Promotions et relégations                                                  |                            |
| Promus en Championnat du pays de Galles de football                        | Airbus UK Broughton        |
| Promus en Championnat du pays de Galles de football                        | Pontypridd Town (en)       |
| Relégués en Championnat du pays de Galles de football de deuxième division | Barry Town United          |
| Relégués en Championnat du pays de Galles de football de deuxième division | Cefn Druids                |